# Règlement intérieur
Un règlement intérieur est un document écrit qui prévoit les règles de régie interne d'une entreprise ou d'un organisme. 

## Droit canadien
En droit canadien et québécois, le règlement intérieur d'une société par actions est adopté en vertu des statuts de la société et prévoit les règles internes de la société.

## Droit français
En France, le règlement intérieur régit les devoirs et droits des membres d'un organisme, des salariés d'une entreprise ou d'une institution, d'un établissement pédagogique, ou encore des locataires ou occupants d'un immeuble. C'est un document établi unilatéralement par l'employeur ou le bailleur, bien qu'il doive faire l'objet de consultations préalables. Il est obligatoire dans les entreprises où sont employés habituellement au moins 50 salariés. Son contenu est limitativement énuméré par la loi française. Certaines formalités doivent être respectées préalablement à son entrée en vigueur.